# Kupletskite
La kupletskite è un minerale appartenente al supergruppo dell'astrofillite. Il minerale è stato dedicato ai geologi russi Boris Mikhailovich Kupletski ed Elsa Maximilianovna Bohnshtedt Kupletskaya.

## Abito cristallino
La kupletskite si trova in cristalli aciculari o tabulari.

## Origine e giacitura
La kupletskite si rinviene in una rara roccia chiamata pegmatite agpaitica.